# Смілка висока
Смілка висока, ушанка піднесена як Otites exaltata (Silene exaltata) — вид рослин з родини гвоздикових (Caryophyllaceae); зростає у південно-східній Європі від Балканського п-ва до України.

## Опис
Рослина дворічна 20–100 см заввишки. Пелюстки жовтувато-зелені або на початку цвітіння зеленуваті, вузько-лінійні, 0.2–0.3 мм завширшки. Насіння 0.5–0.8 мм завдовжки.

## Поширення
Поширений у південно-східній Європі від Балканського півострова до України.
В Україні вид зростає у степах, світлих лісах, на схилах — у Лісостепу, Степу, Криму, спорадично.